# Aseitate
Aseitate (din latină „a” (cu sensul „de la”) și „se” („de sine”), plus sufixul -itate) se referă la proprietatea prin care o ființă există de la sine. Cuvântul este deseori folosit cu referire la credința creștină în sensul că Dumnezeu conține în el însuși cauza și principiul propriei sale existențe, deși mulți teologi evrei și musulmani au crezut, de asemenea, că Dumnezeu este independent în acest fel. Noțiunea de aseitate ca cel mai important principiu provine cel puțin de la Platon și a fost folosit la o scară largă până la Augustin, deși utilizarea exact a cuvântului aseitate a început doar din Evul Mediu. 